# Mononucleosis infecciosa
La mononucleosis infecciosa (conocida como la enfermedad del beso) es una enfermedad infecciosa causada por el virus de Epstein Barr (VEB), que pertenece a la misma familia del virus del herpes. Con mucha menos frecuencia puede ser causada por el Citomegalovirus, y en un 1 % de los casos por Toxoplasma gondii. 
Aparece más frecuentemente en adolescentes y adultos jóvenes, y los síntomas que la caracterizan son fiebre, faringitis o dolor de garganta, inflamación de los ganglios linfáticos y fatiga. Se considera que la bacteria Salmonella typhi puede ser, en ciertos pacientes, la causante de dicha enfermedad. En ciertos casos puede causar la muerte.

## Historia
El término de mononucleosis infecciosa fue introducido en 1920 por Emil Pfeiffer, cuando se describió un síndrome caracterizado por fiebre, linfadenomegalias, cansancio y linfocitosis en seis pacientes. Pero en 1968, Henle demostró que el virus de Epstein-Barr era el agente etiológico de los síndromes mononucleócidos (MNS) asociados con la presencia de anticuerpos heterófilos.

## Etiología
El virus de Epstein Barr es la causa más común de la mononucleosis infecciosa. A este virus también se le asocia con ciertas neoplasias como el linfoma de Burkitt africano, el carcinoma de nasofaringe indiferenciado y enfermedades linfoproliferativas. Datos epidemiológicos y serológicos sugieren la asociación entre el VEB y la enfermedad de Hodgkin, aunque no se conoce la exacta contribución del virus al desarrollo de este tumor. Está en investigación el papel que pueda desempeñar el VEB como cofactor en la patogénesis del cáncer de cuello uterino.

## Transmisión
Se transmite por la saliva: a través de besos, al beber del mismo vaso o de la misma botella y al compartir comida o bebidas con otras personas. Aunque el tiempo durante el cual una persona con la enfermedad es contagiosa varía, las personas pueden ser contagiosas mientras tengan los síntomas (la fiebre normalmente cede en 10 días y tanto la inflamación de los ganglios linfáticos como la del bazo se curan en un mínimo de 4 semanas o en unos cuantos meses después, incluso llegando a alcanzar el año). Asimismo, el virus puede vivir durante varias horas fuera del cuerpo.

## Cuadro clínico
La fiebre es una de las características más comunes. Los ganglios linfáticos suelen estar inflamados, generalmente en forma moderada, haciéndose accesibles a la palpación en todas las zonas, incluyendo los ganglios epitrocleares que se perciben por encima del olécranon o codo, pero con neto predominio de los cervicales. Si bien las adenomegalias carotídeas son las de mayor tamaño, las cervicales posteriores son las más características. Suelen ser simétricas, libres, elásticas y sensibles a la palpación. Puede haber adenomegalias profundas, sobre todo en hilios pulmonares y mediastino. En la mitad de los casos se acompañan de esplenomegalia, y en el 10 %, de hepatomegalia. 
La faringitis es de características variables, desde eritematosa hasta pultácea (levemente purulenta) o úlceromembranosa. El síndrome dérmico está caracterizado por una erupción generalmente de tipo exantemático, en la mayoría de los casos fugaz, y ocasionalmente asociada con un verdadero exantema. Otros síntomas frecuentes son: escalofrío, diaforesis (sudoración excesiva), cefaleas (fuertes dolores de cabeza), artromialgias (dolor en músculos y articulaciones) y astenia (decaimiento, agotamiento). Desde el punto de vista hematológico lo característico y de capital importancia diagnóstica es la linfocitosis con presencia de linfocitos atípicos. Los síntomas pueden ser también náuseas y vómitos, así como fatiga extrema y apatía.
El edema palpebral bilateral puede ser un hallazgo clínico sutil en el curso de esta entidad, y aunque no forma parte de los síntomas característicos, puede estar presente al inicio del cuadro hasta en un tercio de pacientes infantiles.

## Diagnóstico
Los síntomas de fiebre, faringitis y linfadenopatía son comunes en la mononucleosis infecciosa. Los criterios de Hoagland para el diagnóstico incluyen estos síntomas, además de la presencia de más del 50 % de linfocitos y más del 10 % de linfocitos atípicos en el frotis periférico, así como una prueba serológica positiva. Si un paciente presenta estos síntomas y cumple con los criterios de Hoagland, puede ser diagnosticado con mononucleosis infecciosa.
El diagnóstico de mononucleosis infecciosa puede ser confirmado mediante pruebas de anticuerpos heterófilos, como Monospot o Monolatex, especialmente en pacientes con síntomas típicos y linfocitos atípicos. Sin embargo, la sensibilidad de estas pruebas puede ser disminuida en niños pequeños. En casos donde la prueba de anticuerpos heterófilos es negativa pero se sospecha de mononucleosis, las serologías específicas del virus de Epstein-Barr (VEB) pueden proporcionar un diagnóstico definitivo. Este panel de 4 anticuerpos puede ayudar a confirmar la presencia del virus y establecer un diagnóstico preciso.

## Tratamiento
En la gran mayoría de los casos no se necesita otro tratamiento aparte de las medidas generales de mantenimiento, como reposo y buena hidratación. El reposo recomendado depende del estado general del paciente y puede ser solo relativo; además de lo anterior se recomienda que los niños y jóvenes con esta enfermedad eviten la actividad física de contacto (deportes como fútbol, baloncesto, judo, etc.) durante 4-6 semanas, ya que se estima que estos pacientes tienen un mayor riesgo de rotura esplénica de origen traumático incluso tras pequeños traumatismos.
También puede considerarse el uso de algunos fármacos como:
- Paracetamol e ibuprofeno para aliviar la fiebre y el malestar general.
- Los corticosteroides no están indicados de forma general, pero sí pueden considerarse en casos con importante crecimiento de las amígdalas faríngeas y demás tejido linfoide regional con compromiso de la vía aérea.

Los fármacos antivirales, como el aciclovir, no han demostrado ninguna eficacia en el tratamiento de esta enfermedad.